# Frankie DeMarco
Frank G. „Frankie“ DeMarco (* in Baltimore, Maryland) ist ein US-amerikanischer Kameramann.

## Leben
DeMarco wurde in Baltimore geboren. DeMarco wollte zunächst Linguist werden und studierte Sprachwissenschaften unter anderem in Italien und Österreich. Noch während seines Studiums arbeitete er am Set eines Werbespot-Drehs und entschied sich, Kameramann zu werden. Später ließ er sich in New York City nieder. Dort war er ab Mitte der 1980er Jahre zunächst in Aushilfstätigkeiten und später auch als Assistenz-Kameramann bei den Dreharbeiten von Dokumentationen, Werbespots, Musikvideos und ersten Filmprojekten tätig. Einem größeren Publikum wurde er 2001 durch seine Kameraarbeit an John Cameron Mitchells Musicalfilm Hedwig and the Angry Inch bekannt. DeMarco übernahm auch die Kamera bei Mitchells Filmen Shortbus, Rabbit Hole und How to Talk to Girls at Parties. Für J. C. Chandor filmte DeMarco den Finanzthriller Der große Crash – Margin Call und das Filmdrama All Is Lost. Außerdem ist er gelegentlich auch an Fernsehserien beteiligt.
Frankie DeMarco ist seit dem Jahr 2019 Mitglied der American Society of Cinematographers (ASC).
DeMarco war mit der Szenenbildnerin Rebecca Meis DeMarco verheiratet.

## Filmografie (Auswahl)
- 1993: Theremin: An Electronic Odyssey (Dokumentarfilm)
- 1995: Habit
- 1998: American Masters (Dokumentarserie, 1 Episode)
- 1998: Bury the Evidence
- 1999: Sunburn
- 2000: Red Lipstick
- 2001: Hedwig and the Angry Inch
- 2002: How to Draw a Bunny (Dokumentarfilm)
- 2003: Con Man (Dokumentarfilm)
- 2004: My Sexiest Mistake (Fernsehfilm)
- 2004: Duane Incarnate
- 2004: Rated 'R': Republicans in Hollywood (Dokumentarfilm)
- 2004: Tempting Adam (Fernsehfilm)
- 2006: Full Grown Men
- 2006: Shortbus
- 2006: Bierfest
- 2006: Blitzlichtgewitter (Delirious)
- 2007: Mad Men (Fernsehserie, 2 Episoden)
- 2007: Ping Pong Playa
- 2008: Held Up (Fernsehfilm)
- 2009: Spring Breakdown
- 2009: The Winning Season
- 2009: Peter and Vandy
- 2010: Rabbit Hole
- 2011: Der große Crash – Margin Call (Margin Call)
- 2012: The Babymakers
- 2013: Movie 43 (Segment Super Hero Speed Dating)
- 2013: The Hot Flashes
- 2013: All Is Lost
- 2013: The Ordained (Fernsehfilm)
- 2014: The Rebels (Fernsehserie, 1 Episode)
- 2014: Stephen King’s A Good Marriage (A Good Marriage)
- 2014: Fatrick (Fernsehfilm)
- 2015: Secrets and Lies (Fernsehserie, 1 Episode)
- 2015: The Slap (Fernsehserie, 7 Episoden)
- 2015: Happyish (Fernsehserie)
- 2015: My All*American – Die Hoffnung stirbt nie (My All-American)
- 2016: Madoff – Der 50-Milliarden Dollar Betrug (Madoff, Miniserie, 4 Episoden)
- 2016: The Jury (Fernsehfilm)
- 2017: How to Talk to Girls at Parties
- 2017: Shelter (Fernsehfilm)
- 2018: Sneaky Pete (Fernsehserie, 5 Episoden)
- 2019: Drei Schritte zu Dir (Five Feet Apart)
- 2019: The Enemy Within (Fernsehserie, 5 Episoden)
- 2020: Bruised
- 2021: A Mouthful of Air
- 2022: 1992
- 2022: Sam & Kate
- 2022–2023: FBI: Most Wanted (Fernsehserie, 6 Episoden)
- 2023: FDR (Fernsehserie, 3 Episoden)
- 2025: The Dutchman
- 2025: We Are One